# Why Go (Pearl Jam)
"Why Go" is een nummer van de Amerikaanse rockband Pearl Jam en staat op het debuutalbum Ten uit 1991 (dat in de Verenigde Staten 13 miljoen keer verkocht is). De tekst werd geschreven door zanger Eddie Vedder en de muziek door basgitarist Jeff Ament.
Het nummer gaat over een meisje dat verdovende middelen gebruikt. Haar moeder laat haar opnemen in een psychiatrische inrichting, alsof ze gek is. Het refrein 'Why go home? stelt ter discussie of het meisje thuis nog iets te zoeken heeft. 
Why Go was in december 1990 voor het eerst live te horen. Tussen 1995 en 2006 is het nummer slechts tweemaal live gespeeld. Sinds 2006 staat het regelmatig op de setlist als openingsnummer van een concert. Pearl Jam heeft Why Go ook gespeeld tijdens Pinkpop 1992.